# 103737 Curbeam
103737 Curbeam è un asteroide della fascia principale. Scoperto nel 2000, presenta un'orbita caratterizzata da un semiasse maggiore pari a 2,5742179 au e da un'eccentricità di 0,0669966, inclinata di 2,11598° rispetto all'eclittica.